# Tillandsia sessemocinoi
Tillandsia sessemocinoi là một loài thực vật có hoa trong họ Bromeliaceae. Loài này được López-Ferr., Espejo & P.Blanco mô tả khoa học đầu tiên năm 2006.